# 欧祖维尔莱讷瓦勒
欧祖维尔莱讷瓦勒（法語：Auzouville-l'Esneval，法語發音：[ozuvil lɛnval]）是法国滨海塞纳省的一个市镇，属于鲁昂区。

## 地理
欧祖维尔莱讷瓦勒（49°38'30"N, 0°53'8"E）面积5.66 平方千米，位于法国诺曼底大区滨海塞纳省，该省份为法国北部沿海省份，其西部及北部濒大西洋英吉利海峡，东起顺时针与索姆省、瓦兹省、厄尔省和卡爾瓦多斯省接壤。
与欧祖维尔莱讷瓦勒接壤的市镇（或旧市镇、城区）包括：锡德维尔、利梅西、梅尼勒-帕讷维尔、莫特维尔、圣马丹欧萨布尔、索塞。

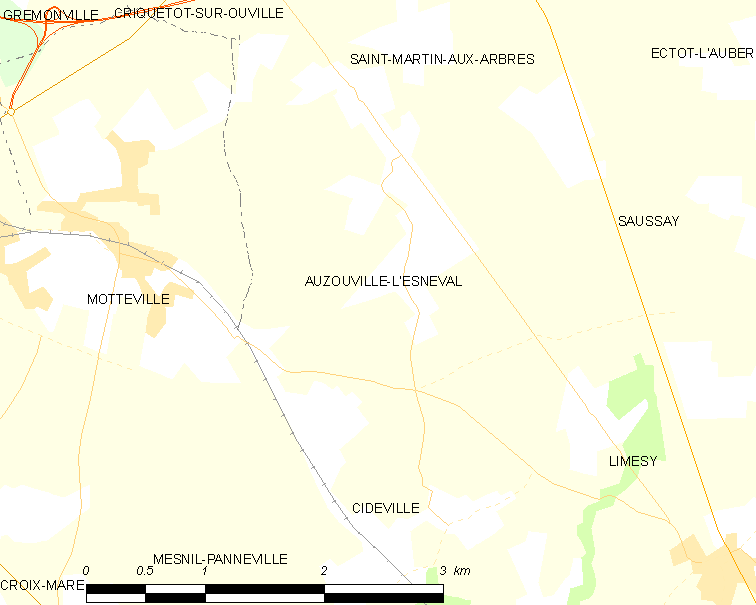
欧祖维尔莱讷瓦勒的OSM定位图

欧祖维尔莱讷瓦勒的时区为UTC+01:00、UTC+02:00（夏令时）。

## 行政
欧祖维尔莱讷瓦勒的邮政编码为76760，INSEE市镇编码为76045。

## 政治
欧祖维尔莱讷瓦勒所属的省级选区为伊沃托县。

## 人口

1962-2008年间欧祖维尔莱讷瓦勒人口变化图示

欧祖维尔莱讷瓦勒于2022年1月1日时的人口数量为360人。